# Parlamentsvalet i Indien 1967
Parlamentsvalet i Indien 1967 var det självständiga Indiens fjärde parlamentsval. I valet utsågs den fjärde Lok Sabhan, landets direktvalda underhus. Lok Sabha hade då 545 ledamöter. Valdeltagandet var 61,04%

## Mandatfördelning
Först listas partier erkända som National Parties, sedan partier erkända som State Parties och sist icke erkända partier som vunnit mandat. Icke erkända partier som inte vunnit något mandat listas inte.
| Parti                                                   | Förkortning | Andel röster | Mandat |
| ------------------------------------------------------- | ----------- | ------------ | ------ |
| Bharatiya Jana Sangh                                    | BJS         | 9,31         | 35     |
| Communist Party of India                                | CPI         | 5,11         | 23     |
| Communist Party of India (Marxist)                      | CPI(M)      | 4,28         | 19     |
| Kongresspartiet                                         | INC         | 40,78        | 283    |
| Praja Socialist Party                                   | PSP         | 3,06         | 13     |
| Samyukta Socialist Party                                | SSP         | 4,92         | 23     |
| Swatantra Party                                         | SP          | 8,67         | 44     |
| Akali Dal – Master Tara Singh                           | ADM         | 0,13         | 0      |
| Akali Dal – Sant Fateh Singh                            | ADS         | 0,66         | 3      |
| All India Forward Bloc                                  | AIFB        | 0,43         | 2      |
| Bangla Congress                                         | BC          | 0,83         | 5      |
| Dravida Munnetra Kazhagam                               | DMK         | 3,79         | 25     |
| Democratic National Conference                          | DNC         | 0,02         | 0      |
| Indian Union Muslim League                              | IUML        | 0,28         | 2      |
| Kerala Congress                                         | KC          | 0,22         | 0      |
| Nagaland Nationalist Organization                       | NNO         | 0,00         | 0      |
| Peasants and Workers Party of India                     | PWPI        | 0,71         | 2      |
| Republican Party of India                               | RPI         | 2,47         | 1      |
| United Goans (Furtado Group)                            | UG(F)       | 0,00         | 0      |
| United Goans (Sequiera Group)                           | UG(S)       | 0,07         | 1      |
| Jana Kranti Dal                                         | JKD         | 0,13         | 1      |
| Jammu & Kashmir National Conference                     | NC          | 0,14         | 1      |
| Oberoende                                               | -           | 13,78        | 35     |
| Utsedda av presidenten för den angloindiska minoriteten | -           | -            | 2      |